# Tubbataha-riffen
De Tubbataha-riffen maken deel uit van een atol met koraalriffen, gelegen in de Suluzee in de Filipijnen. De naam Tubbataha komt van twee Samaalse woorden en betekent: "een lang rif, zichtbaar bij laag water".
De riffen bestaan uit twee atollen die gesplitst worden door een acht kilometer breed kanaal. Het noordelijke atol is vijf kilometer lang en drie kilometer breed. Het zuidelijke atol is zestien kilometer lang en vijf kilometer breed. De riffen huisvesten meer dan 1000 diersoorten.
In 1993 werden de riffen toegevoegd aan de werelderfgoedlijst van de UNESCO. De omschrijving werd in 2009 uitgebreid.
- Virtual International Authority File: 315137222